# Gauthier V Berthout
Pour les articles homonymes, voir Maison Berthout et Berthout.
Gauthier V Berthout, décédé en 1243. Il est chevalier, avoué de Malines pour l’église de Liège et avoué de l’église Saint-Rombaut à Malines. Il est fils aîné de Gauthier IV Berthout et de sa femme, Sophie.

## Biographie
En 1223, il fonde avec son épouse Adelise, le prieuré du Val des Lys (Leliëndael), à Humbeek, près de Malines.
En 1231, il fait venir d'Italie des frères mineurs pour les établir dans leur couvent à Malines.
En 1238, il signe une convention avec Henri II, duc de Brabant pour régler les difficultés soulevées entre les habitants de Malines, ceux du Brabant, et plus particulièrement ceux du marquisat d'Anvers. Pour sceller leur accord, le duc donne sa nièce Marie d'Auvergne, fille de sa sœur Adélaïde de Brabant et de Guillaume X d'Auvergne. La noce est célébrée solennellement au château de Louvain, le 11 décembre 1238.
Il décède le 10 avril 1243, et est inhumé dans le chœur de l'église des frères mineurs à Malines (désacralisée et devenue depuis hôtel de luxe).

## Filiation
Il épouse Adelise, fille d'Engelbert III, sire d'Enghien, et d'Adélaïde d'Avesnes, dont quatre fils et un nombre inconnu de filles :
- Gauthier VI Berthout, dit le Grand (+ 1283), seigneur de Malines, qui suit ;
- Henri (+ 1283), châtelain de Mons du droit de sa femme, seigneur de Duffel et de Geel ;
- Gilles (+ 1288 ou après), seigneur de Humbeek et de Droogenbosch ;
- Arnold (+ après 1226), dit de Malines.

## Sources
- Emmanuel Neeffs, in Biographie nationale de Belgique, t. 2, 1868, col. 319-20 (« Gauthier II »).
- Godfried Croenen, Familie en Macht, De familie Berthout en de Brabantse Adel, Louvain: Leuven Universitaire Pers, 2003 (« Wouter IV »).
- Famille Berthout sur Généanet, par Guy Van Marcke de Lummen.
- Seigneurs de Malines (Berthout) sur le site Fondation pour la généalogie médiévale (en anglais).